# 陈子明
陈子明（1952年1月8日—2014年10月21日），笔名王思睿。中国持不同政见者，德国之声《北京观察》栏目特约作者。祖籍浙江海盐，出生于上海，成长于北京。妻子是王之虹。陈子明积极参加了七八十年代的多次民主运动，曾被捕入狱，被释后在北京被监视居住。2014年因胰腺癌在北京逝世。

## 生平

### 早年经历
1952年1月出生于上海。1968年在北京八中初中毕业后，前往内蒙古阿巴嘎旗插队六年。1974年作为工农兵学员，就读于北京化工学院。
1975年8月，因被发现在信件中批评时政而被捕，定性为反革命。1976年4月2日，学校宣布将其开除学籍及共青团团籍。第二天，陈子明前往天安门广场。4月4日，他在广场公开念了一张名为第十一次路线斗争的小字报。参加了广场上现场成立的组织"首都人民悼念总理委员会"，并担任了"群众谈判代表"。4月7日，被学校按计划送往永乐店农场劳动改造，而未被抓捕。

### 文革后
1978年恢复学籍，参与了北京的西单民主墙运动。1979年，担任北京之春杂志的编辑。1980年考入中国科学技术大学研究生院，在生物物理研究所学习分子生物学专业，同时担任研究生院的研究生会主席。
1980年末，中国首次在区县级直接选举人大代表，陈子明与王军涛等人参与竞选人大代表，陈子明、胡平等十余位学生当选北京市海淀区第七届人大代表。1984年8月，王之虹、于国禄于创办北京自强实业有限公司，同年10月创办北方书刊发行公司。陈子明、王军涛，李生平是该发行公司的董事会成员。1985年，北方书刊发行公司发起成立了中国行政函授大学、北京财贸金融函授学院，陈子明任两校联合校务委员会召集人、中国行政函授大学常务副校长。中国行政函授大学共招生5万，北京财贸金融函授学院共招生18万，成为当时全国规模最大的民办函授学校。
1986年8月，成立中国政治与行政科学研究所，李正文应邀担任所长，陈子明、李盛平任副所长。1987年2月，中国政治与行政科学研究所被关闭后，陈子明与王军涛等人成立了北京社会经济科学研究所，陈子明任所长，研究所下设经济学部、社会学部、心理学部、政治学部四个研究部门。1988年3月，研究所的经济部接手经济学周报，何家栋任总编辑，陈子明担任总经理。该报后来影响渐大，与世界经济导报作为中国自由化的代表。

### 六四被捕
1989年六四事件后，北京社会经济科学研究所被封闭，人员被遣散，研究所的资产被官方查抄。陈子明被指为“幕后黑手”而受到通缉。10月10日，在广东湛江被捕。
1991年，中国政府以“反革命煽动、阴谋颠覆政府罪”，判处陈子明有期徒刑13年，剥夺政治权利4年。1992年，在香港《當代月刊》出版《陳子明反思十年改革》，提到王丹在獄中對其他六四事件人物的不實指控：“王丹為近五百人作了幾十萬字的證言，他對於我所作的三個證言恰恰都是記憶有誤的”，“大量事實證明王丹的幾個證言都是違心之言”，“關係到有關證人的名節”，“堅決要求與主要證人王丹當面對質……讓他自己來洗刷有可能留在歷史上的一個重大汙點”。
1994年5月，保外就医，出狱后查出患有癌症。1995年6月，再次被收监。1996年11月，再次保外就医，被软禁于家中。1997年1月，被中国民主教育基金会选为第十一届杰出民主人士。

### 被释后
2002年10月10日，刑满获释，但仍然被警方监控。2004年5月，与何家栋共同创办了了改造与建设网站。2005年8月，该网站被当局关闭。
2013年12月20日凌晨，其友人王丹在脸书上透露陳子明患癌症晚期，已住院治疗，還面臨手術，化療等前景，吉兇未卜。
中国当局于2014年初同意陈子明赴美治病，同年1月18日晚陈子明与其妻王之虹抵达美国波士顿接受治疗。当晚海外民运人士胡平、王军涛等赴机场迎接。2014年初回北京休養，同年10月21日下午2时50分，因胰腺癌于北京病逝。
2014年10月21日下午2時50分，因胰腺癌於北京病逝，享年62歲。

## 观点
陈子明认为，六四后，中国当权的是“专政右派”，但不是法西斯主义，因为法西斯主义需要群众运动，提出要警惕中国民间的法西斯主义。“当“六四”刚刚过去，何新开始鼓吹国家主义的时候，法西斯主义的理论便萌芽了；当《中国可以说不》成为畅销书，网络上充斥战争叫嚣的时候，说明法西斯主义已经具有了一定的群众基础。”

## 荣誉
1991年，獲頒国际新闻自由奖。
2005年，获得该年度的当代汉语贡献奖。
2013年，获得该年度独立中文笔会自由写作奖
2014年1月1日，与其妻王之虹共同获得首届刘宾雁良知奖。

## 作品
- 著作
  - 《西方文官系统》，四川人民出版社，1985年
  - 《职位分类与人事管理》，中国经济出版社，1986年
  - 《现代政治学导论》，宁夏人民出版社，1988年
  - 《谁是历史的罪人》，1991年
  - 《陳子明反思十年改革》，當代月刊，1992年
  - 《阴阳界：陈子明王之虹狱中书简》，明报出版社，1995年
  - 《荆棘路、独立路：陈子明自述》，秀威資訊，2009年
- 译著
  - 《波普》，中国社会科学出版社，1992年
- 主编
  - 《世界著名思想家译丛》，工人出版社、中国社会科学出版社
  - 《现代化与政治发展丛书和译丛》，宁夏人民出版社